# Olga Stránská-Absolonová
Olga Stránská-Absolonová, rozená Absolonová (13. listopadu 1873 Boskovice – 27. října 1927 Praha) byla česká spolková činovnice, novinářka, politička, spisovatelka, sufražetka a feministka, významná postava českého ženského emancipačního hnutí počátku 20. století a následně vzniklé Československé republiky. Jakožto sociální pracovnice se zaměřovala na otázky ochrany matky a dítěte, rovněž působila ve vedení Ženské národní rady.

## Život

### Mládí
Narodila se v Boskovicích do rodiny lékaře Villibalda Absolona a jeho ženy, spisovatelky Karly Absolonové-Bufkové, dcery moravského vědce a archeologa Jindřicha Wankela. Jejím bratrem byl pozdější proslulý paleontolog a archeolog Karel Absolon. Roku 1895 se vdala za sochaře Františka Stránského, se kterým počala dceru Drahomíru a syna Antonína. František se narodil roku 1869 a zemřel v roce 1901.

### Ženské hnutí
Posléze se přesunula do Prahy, Olga působila jako novinářka v Čase a Národních listech. Jako politička se následně angažovala v Masarykově České straně pokrokové, kde se v roce 1908 stala členkou výkonného výboru strany. Ovzduší v politické straně, kde se žena mezi samými muži nedostala ke slovu a nebyla respektována, ji zklamalo. Ze strany v roce 1911 vystoupila a v roce 1914 se přidala k ženám organizovaným při Národní straně svobodomyslné. V roce 1915 založila spolek Československá ochrana matek a dětí a uvedla do života Svátek matek. Rovněž přispívala do dámských časopisů Ženské listy a Lady.
Od založení Ženské národní rady v roce 1923 se v ní angažovala jako místopředsedkyně a svolavatelka odboru Matka a dítě.

### Úmrtí
Olga Stránská-Absolonová zemřela 27. října 1927 v Praze ve věku 53 let na srdeční selhání a byla pohřbena ke svému manželovi do rodinné hrobky na Vinohradském hřbitově. 

### Rodinný život
Se svým manželem Františkem Stránským počali dceru Drahomíru a syna Antonína. Drahomíra vystudovala dívčí gymnázium Minerva a po vzoru babičky Karly se věnovala národopisu, v němž po univerzitních studiích a několika vědeckých pracích dosáhla docentury. Syn Antonín se stal historikem umění a učitelem v Minervě, zahynul během Pražského povstání 8. května 1945.

## Dílo
- Za novou ženou (1920)
- Praktická hospodyňka: souhrn nauk, pokynů a předpisů ke správnému a úspornému vedení domácnosti (1927)